# Fábrica dos pastéis de Belém

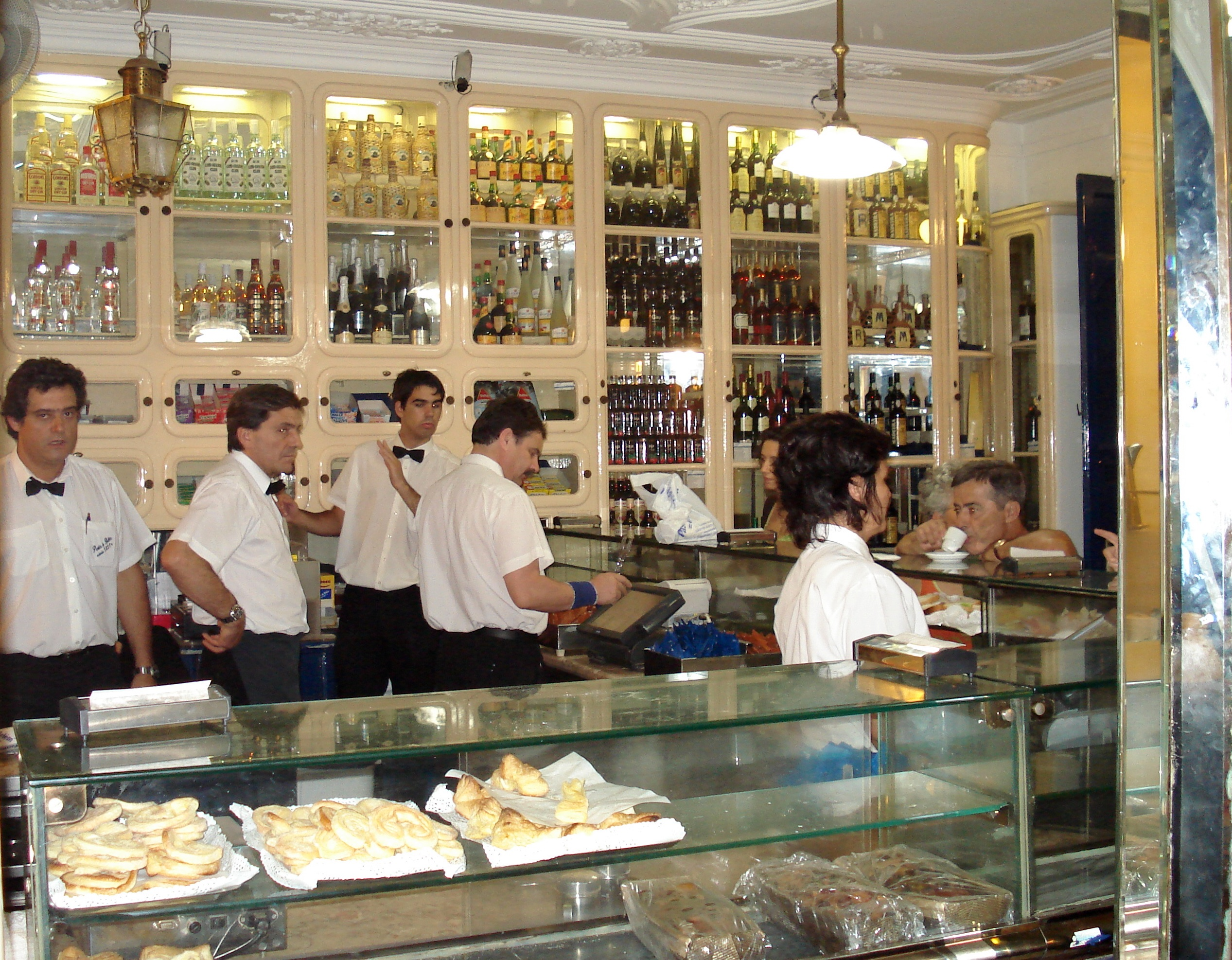
Intérieur de la Fábrica dos pastéis de Belém.

Fábrica dos pastéis de Belém est une pâtisserie située à Lisbonne, dans le quartier de Belém. Elle a été fondée en 1837. Sa spécialité est le pastel de nata (une sorte de Tartelette pâtissière). Notamment réputé parmi les « 50 meilleurs plats au monde » par le journal britannique The Guardian.